# Félix Millet

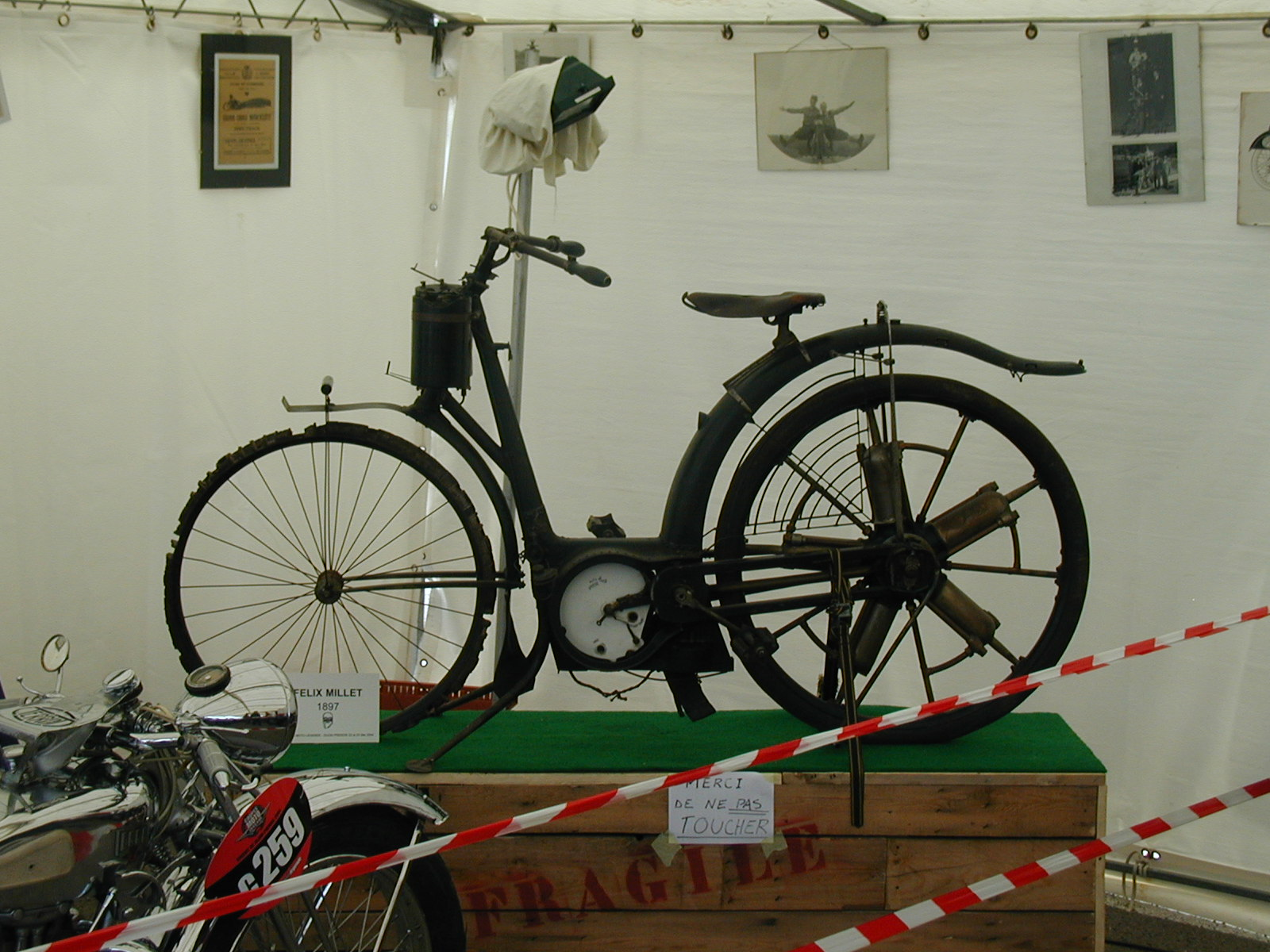
Egy Félix Millet 1897-es model

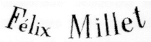
Félix Millet logója

A Félix Millet egy régi francia motorkerékpár márkája.

## Történet
Félix Théodore Millet 1893-ban elkészítette az első öthengeres csillagmotoros motorkerékpárt. Korábban, 1892-ben, felszerelte az általa fejlesztett csillagmotort egy triciklire. Ő volt az első, aki a hátsó biciklikerékbe szerelte be a motortját. Akkoriban még csak egy vagy két hengeres motorkerékpárokat gyártottak, és a motoroknak se volt meghatározott helyük. Helyezték a nyereg alá (jó példa erre a Daimler, 1885, vagy a Michaux-Perreaux, 1869), hátsó kerék mögé vagy mellé, szerelték a motorokat az első kerék fölé is (így volt a Wernernél, 1899, is, csak azt később gyártották).

## Érdekességek
Részt vett az 1894-ben Párizs-Bordeaux között rendezett kerékpár versenyen mint kísérőjármű. Gépe sajnos nem birta az utat.
A gépe 2,5 LE-s (1,8 kW-os) teljesítményű volt. A Hilderbrand és Wolfmüller, 1894, annak ellenére, hogy egy évvel később épült azonos teljesítménnyel, 20 km/h-val (40 km/h) lassabb volt, mint Millet motorkerékpárja.
Később a Megola, 1922, motorkerékpárnál is alkalmazták a csillagmotor megoldást.